# Epistates
Der Begriff Epistates (griechisch ἐπιστάτης) bezeichnete in der antiken griechischen Welt eine Person mit einer bestimmten Aufsichts- oder Leitungsfunktion. Die genaue Bedeutung und Rolle eines Epistates konnte je nach Kontext variieren, wobei der Begriff allgemein mit „Vorsitzender“, „Aufseher“ oder „Leiter“ übersetzt wird. Im Rahmen der attischen Demokratie hatte der Epistates eine wichtige, aber zeitlich begrenzte Funktion innerhalb der politischen Organisation Athens.

## Epistates in der attischen Demokratie
In der klassischen attischen Demokratie war der Epistates eine zentrale Figur im politischen Alltag:
- Innerhalb des Rates der 500 (Boule), der die Volksversammlung vorbereitete, bildeten die 50 Vertreter jeder Phyle für einen Monat die sogenannte Prytanie. Diese Prytanen übernahmen abwechselnd die Leitung der Ratsgeschäfte.
- Jeden Tag wurde aus den Prytanen ein Epistates ausgelost, der die Sitzungen der Boule und der Volksversammlung für diesen Tag leitete.
- Zu seinen Aufgaben gehörte es, als Vorsitzender die Debatten zu moderieren und dafür zu sorgen, dass Beschlüsse ordnungsgemäß gefasst wurden.
- Seine Amtszeit betrug einen einzigen Tag, wodurch Machtkonzentrationen vermieden wurden.

Die Rolle des Epistates betonte die rotierende und gleichberechtigte Teilhabe der Bürger an der politischen Leitung. Jeder Prytan hatte die Chance, diese Aufgabe einmal während der Amtszeit seiner Phyle zu übernehmen. Der Epistates war ein Beispiel für die dynamischen und dezentralisierten Strukturen der attischen Demokratie. Seine tägliche Amtszeit stand für die Verhinderung von Machtmissbrauch und die Förderung der politischen Mitwirkung breiter Bürgerkreise.

## Epistates in anderen Kontexten
Außerhalb Athens wurde der Titel „Epistates“ auch für andere Leitungsfunktionen verwendet:
- Militär: Als Bezeichnung für Offiziere, die eine militärische Einheit befehligten.
- Kolonien: In griechischen Kolonien konnte der Epistates eine Aufsichtsperson oder einen Gouverneur bezeichnen.
- Kultwesen: Manchmal war der Epistates für die Aufsicht über religiöse Heiligtümer oder Feste verantwortlich.